# Thang

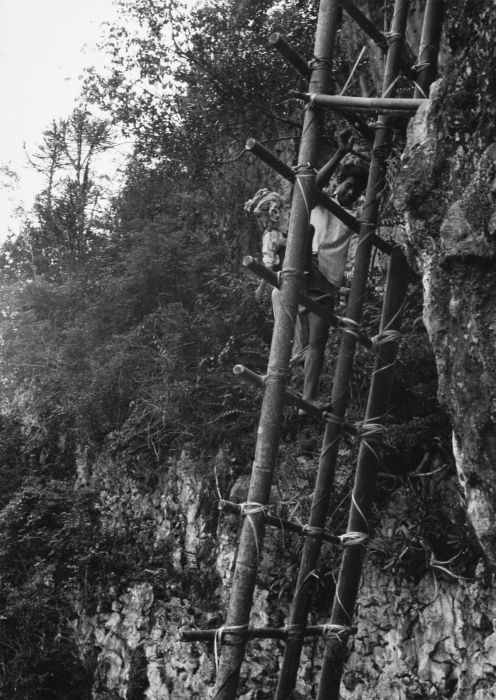

Một cái thang là một bộ các nấc đứng hoặc nghiêng, dùng để bước lên chạm đến những vật ở trên cao mà bình thường không với tới. Henry Quackenbush có bằng sáng chế thang nối dài năm 1867.

## Hình ảnh

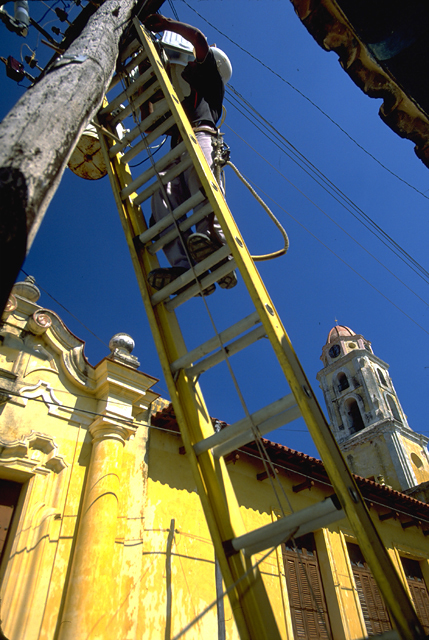
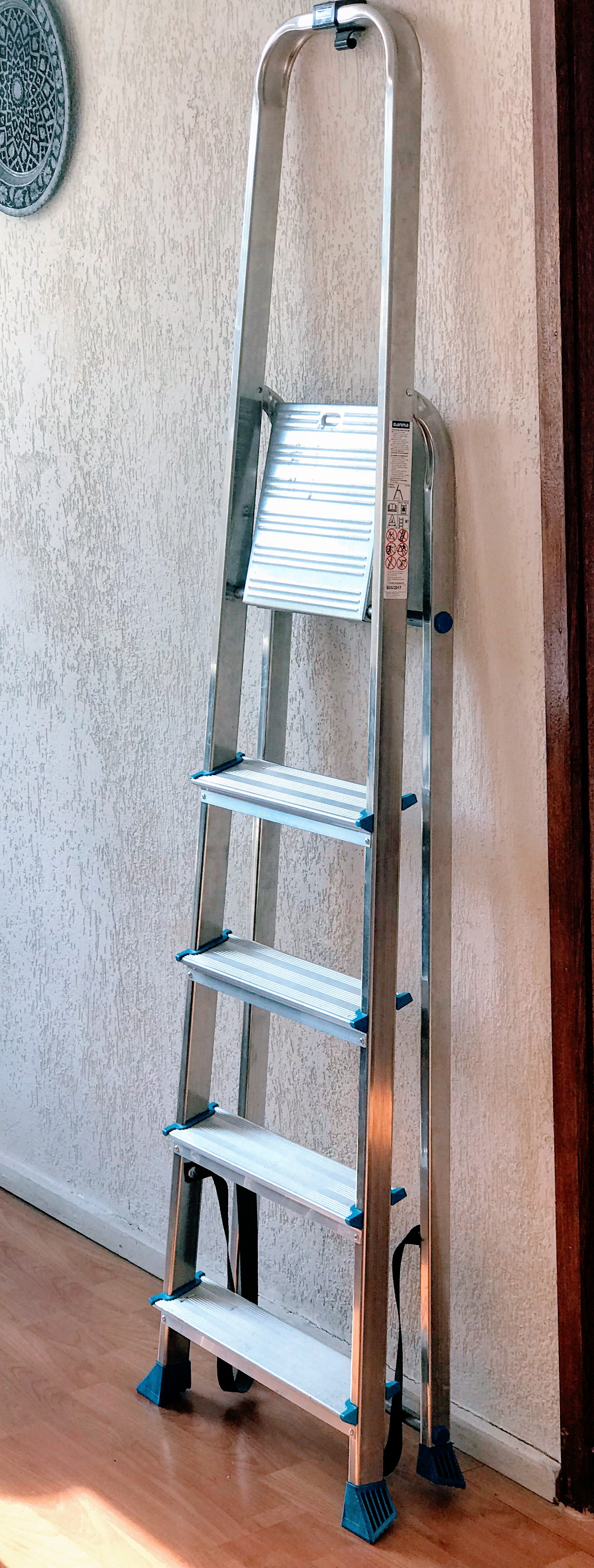